# Ples sa zvijezdama (5. sezona)
Peta sezona Plesa sa zvijezdama prikazivala se od 30. listopada do 18. prosinca 2010. na Prvom Programu HRT-a. 
Pobjednici pete sezone su Nera Stipičević i Damir Horvatinčić.

## Natjecatelji
| Zvijezda        | Profesionalni plesač/ica | Rezultat            | Izv.  |
| --------------- | ------------------------ | ------------------- | ----- |
| Hrvoje Rupčić   | Marija Stošić            | Eliminirani prvi    | [ 2 ] |
| Ivana Brkljačić | Marko Herceg             | Eliminirani drugi   | [ 3 ] |
| Zijad Gračić    | Tihana Devčić            | Eliminirani treći   | [ 4 ] |
| Petar Vlahov    | Ana Domišljanović        | Eliminirani četvrti | [ 5 ] |
| Sanja Doležal   | Hrvoje Kraševac          | Eliminirani peti    | [ 6 ] |
| Bojan Jambrošić | Martina Bastić           | Eliminirani šesti   | [ 7 ] |
| Mila Horvat     | Robert Schubert          | Drugo mjesto        | [ 1 ] |
| Nera Stipičević | Damir Horvatinčić        | Pobjednici          | [ 1 ] |

## Tijek sezone
Legenda:
     Eliminirani par
     Par koji je bio među dva najslabija
Podebljani brojevi označavaju par s najvišim zbrojem ocjena u pojedinom tjednu.
Brojevi u kurzivu označavaju par s najmanjim zbrojem bodova u pojedinom tjednu.
| Par             | Tjedan | Tjedan | Tjedan | Tjedan | Tjedan  | Tjedan   | Tjedan   | Tjedan       |
| Par             | 1.     | 2.     | 3.     | 4.     | 5.      | 6. (QF)  | 7. (SF)  | 8. (F)       |
| --------------- | ------ | ------ | ------ | ------ | ------- | -------- | -------- | ------------ |
| Nera i Damir    | 29     | 37     | 39     | 40     | 39+9=48 | 40+40=80 | 40+40=80 | 40+40+40=120 |
| Mila i Robert   | 31     | 31     | 32     | 36     | 36+8=44 | 36+39=75 | 38+36=74 | 39+39+40=118 |
| Bojan i Martina | 20     | 26     | 34     | 31     | 25+6=31 | 29+32=61 | 34+32=66 |              |
| Sanja i Hrvoje  | 27     | 32     | 31     | 35     | 32+7=39 | 29+32=61 |          |              |
| Petar i Ana     | 18     | 19     | 18     | 26     | 22+5=27 |          |          |              |
| Zijad i Tihana  | 25     | 20     | 22     | 22     |         |          |          |              |
| Ivana i Marko   | 21     | 21     | 21     |        |         |          |          |              |
| Hrvoje i Marija | 26     | 24     |        |        |         |          |          |              |

Plesovi su označeni bojama: cha-cha-cha, valcer, rumba, quickstep, jive, tango, paso doble, slowfox, Samba, freestyle
Najviše ocjene u sezoni:
- Nera i Damir - 40 bodova (paso doble - 4. epizoda)
- Nera i Damir - ukupno - 80 bodova (tango i slowfox- 6. epizoda)
- Nera i Damir - ukupno - 80 bodova (quickstep i cha-cha-cha - 7. epizoda)
- Mila i Robert - 40 bodova (freestyle - finale)
- Nera i Damir - ukupno - 120 bodova  (tango, paso doble i freestyle - finale)

Najniže ocjene u sezoni:
- Petar i Ana - 18 bodova (cha-cha-cha - 1. epizoda, jive - 3. epizoda)

Osobni rekordi svih parova:
- Sanja i Hrvoje - 35 bodova (paso doble - 4. epizoda);
- Bojan i Martina - 34 boda (jive - 3. epizoda, engleski valcer - 7. epizoda);
- Nera i Damir - 40 bodova (paso doble - 4. epizoda, tango i slowfox- 6. epizoda, quickstep i cha-cha-cha - 7. epizoda, tango, paso doble i freestyle - finale);
- Ivana i Marko - 21 bod (cha-cha-cha - 1. epizoda, quickstep - 2. epizoda, jive - 3. epizoda);
- Zijad i Tihana - 25 bodova (engleski valcer - 1. epizoda);
- Petar i Ana - 26 bodova (slowfox - 4. epizoda);
- Hrvoje i Marija - 26 bodova (engleski valcer - 1. epizoda);
- Mila i Robert - 40 bodova (freestyle - finale);